# Джонні Коста
Джон «Джонні» Коста (англ. John "Johnny" D.  Costa, 17 січня 1922, Арнольд, Пенсільванія — 11 жовтня 1996, Піттсбург, Пенсильванія) — американський джазовий виконавець-віртуоз (фортепіано, орган, челеста, синтезатор, акордеон), відомий під неформальним титулом «білий Тейтум», який йому дав сам Тейтум за його майстерність. Також відомий як багатолітній музичний директор дитячої телевізійної програми Mister Rogers' Neighborhood.

## Біографія
Коста навчився грати на акордеоні у віці 7 років, а ще за 3 роки був здатний грати музику з листа.
Закінчив Університет Карнегі-Меллон з двома музичними ступенями (музика та викладання), і почав працювати постійним піаністом та органістом для радіостанції у м. Піттсбург.
Перша платівка The Amazing Johnny Costa вийшла у 1955 році (пізніше була перевидана на CD під назвою Neighborhood у 1989 році). Попри те, що Коста почав набувати міжнародну відомість, він неохоче ставився до перспективи проводити багато часу подалі від своєї родини і віддавав перевагу виконанням у рідній західній Пенсильванії, через що він відмовився від гастролей, залишив посаду музичного директора шоу The Mike Douglas Show, повернувся у Пітсбург, де й залишався до кінця свого життя.
Працював музичним директором, аранжировщиком та виконавцем для дитячої музичної ТВ-програми Mister Rogers' Neighborhood з самого початку програми у 1968 році і до своєї смерті у 1996 році. Попри те, що стиль Кости вважався за надміру складний навіть для дорослих слухачів, Коста без вагань прийняв пропозицію власника програми Фреда Роджерса, тим більше що це давало йому змогу залишитися у Пітсбурзі і сплачувати навчання власного сина в коледжі. При цьому Коста наполіг, що виконуватиме не лише «дитячу» музику, оскільки діти, за його розумінням, були здатні розуміти добру музику, навіть «дорослу». Щодня Коста та його тріо (бас — Карл Маквікер, ударні — Боббі Росторн) грали в студії під запис для телепередачі.
Коста помер від анемії 1996 року у віці 74 років. Після його смерті його ім'я певний час ще вказувалося в титрах ТВ-програми як ім'я музичного директора.